# Lake Don Pedro
Lake Don Pedro es un lugar designado por el censo ubicado en el condado de Mariposa en el estado estadounidense de California. En el año 2010 tenía una población de 1.077 habitantes.

## Geografía
Lake Don Pedro se encuentra ubicado en las coordenadas 37°38′42″N 122°18′12″O / 37.64500, -122.30333.